# Taborkirche (Leipzig)

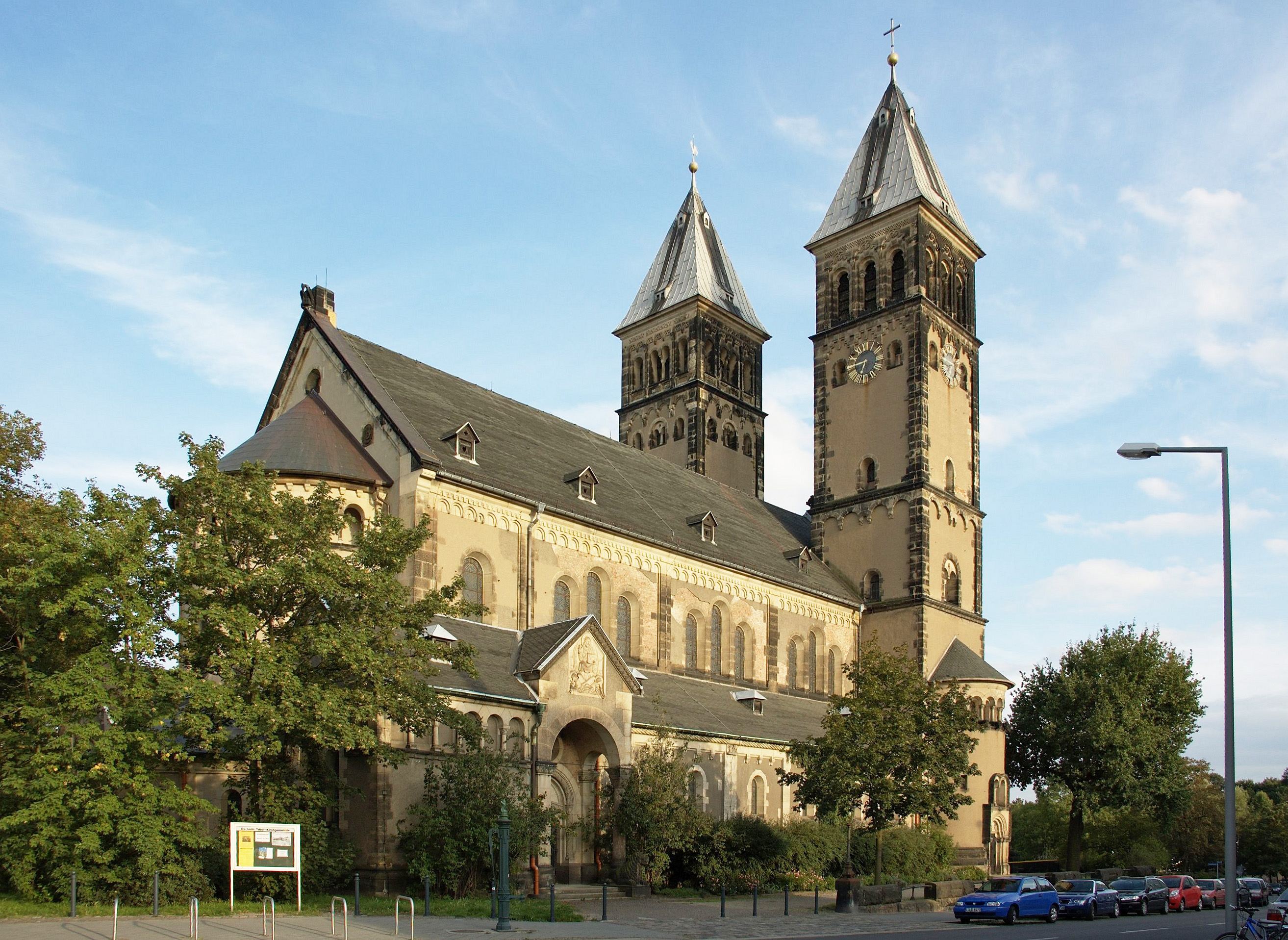
Die Taborkirche in Kleinzschocher

Die Taborkirche ist das Gotteshaus der evangelischen Gemeinde im Leipziger Stadtteil Kleinzschocher. Sie besitzt als einzige Leipziger Kirche eine Doppelturmfassade.

## Kirchengebäude

### Lage
Das Kirchengebäude befindet sich an der östlichen Seite der Windorfer Straße in Höhe der Einmündungen der Schwartzestraße (ursprünglich Schulstraße) und des Kantatenwegs (ursprünglich Schloßweg). Sie steht auf einem die Umgebung bestimmenden Hügel, dem sogenannten Tanzberg, einer alten slawischen Kultstätte, in unmittelbarer Nähe des im Zweiten Weltkrieg zerstörten Ritterguts Kleinzschocher.

### Errichtung

Historische Aufnahme aus dem Jahr 1905. Die alte Kirche ist noch zu sehen

Die Taborkirche wurde als Ersatz für die alte Dorfkirche von Kleinzschocher errichtet, die sich als einfache Chorturmkirche unmittelbar vor der heutigen Kirche befand. Im Gegensatz zur alten geosteten Kirche ist die neue in Nord-Süd-Richtung ausgerichtet.
Die neue Kirche wurde zwischen 1902 und 1904 unter der Leitung des Architekten Richard Lucht errichtet. Der Entwurf stammte von Stadtbaurat Arwed Roßbach, der noch im Jahr der Grundsteinlegung verstorben war. Am 13. März 1904 wurde die Kirche dem Berg Tabor geweiht.
Im Jahr 1905 wurde die alte Dorfkirche abgebrochen.

### Äußere Erscheinung

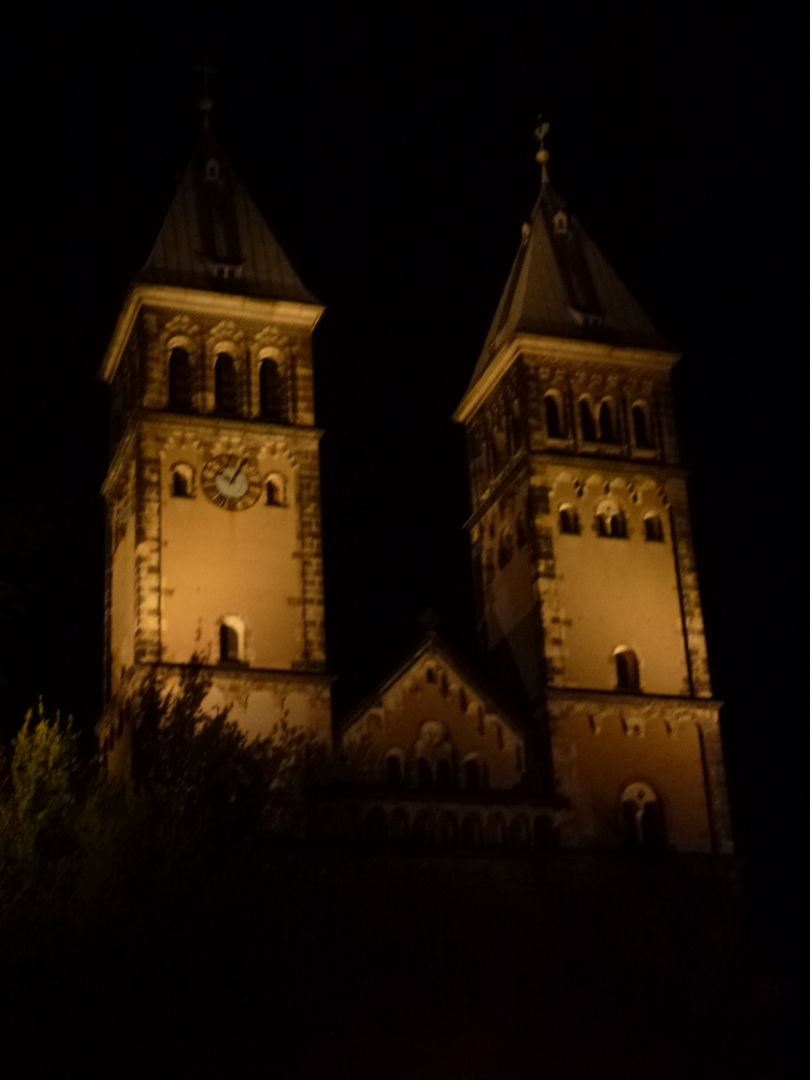
Beleuchtete Türme

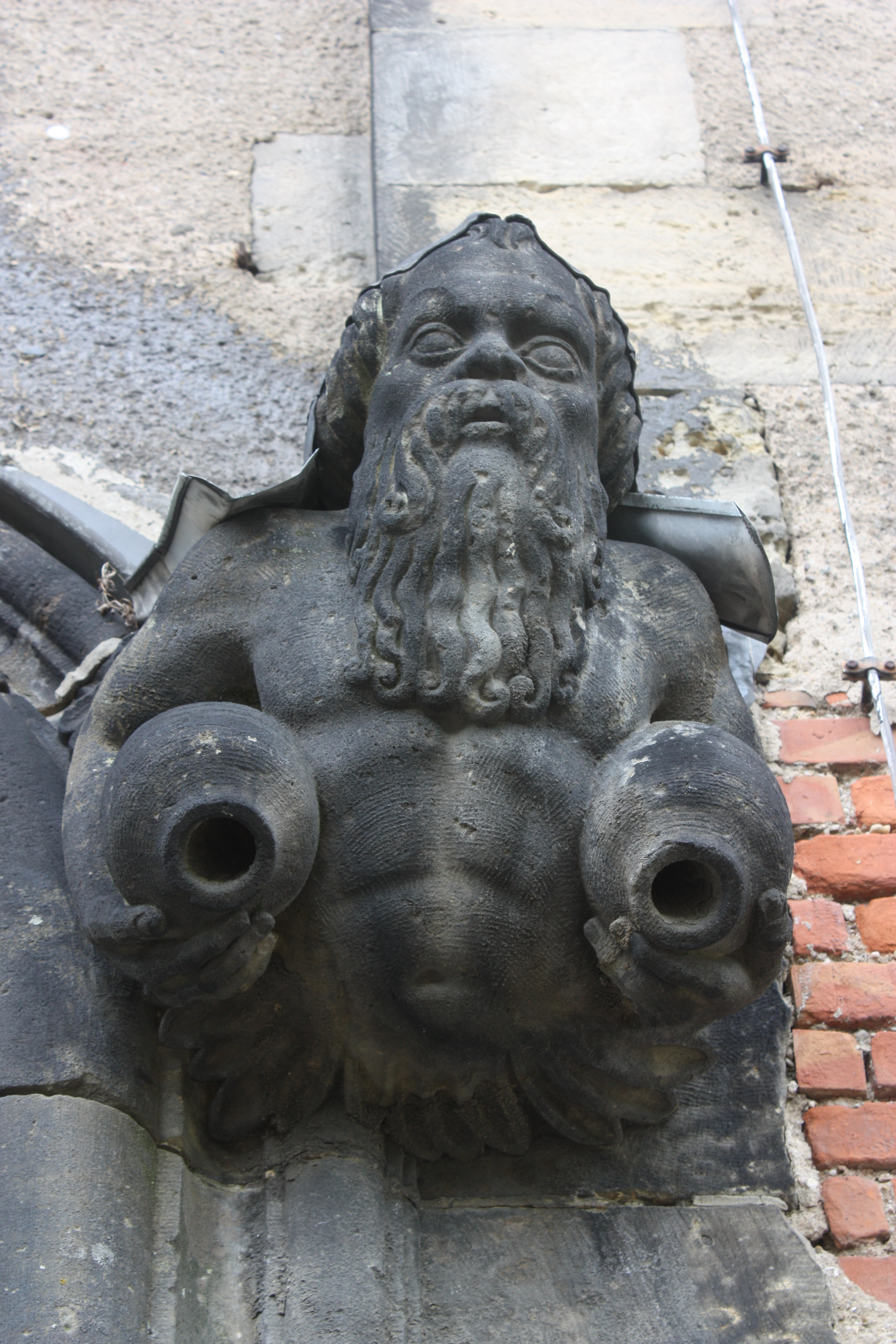
Detail des Portals

Die Kirche ist einer dreischiffigen romanischen Basilika ohne Querschiff nachempfunden. Sie wurde im neoromanischen Stil gestaltet. Die beiden weithin sichtbaren Türme am Südgiebel  sind 52 m hoch. Die Taborkirche ist die einzige Kirche Leipzigs mit zwei Haupttürmen. Das Hauptportal befindet sich im Südgiebel, flankiert von zwei kleineren Seitenportalen. In den 1990er-Jahren wurde das Dach des Kirchenschiffs erneuert und seit 2008 sind die beiden Türme der Kirche, durch neu installierte Scheinwerfer auch in der Dunkelheit zu sehen.
2017 erfolgte die umfangreiche Sanierung des Ostturms. Dabei wurde neben der Fassade, auch die Turmkugel und der Wetterhahn saniert. Die aus Aluminiumplatten bestehende Dachdeckung wurde durch eine mit Kupferblech ersetzt.
Die Sanierung des Westturms soll in den nächsten Jahren folgen.

### Ausstattung

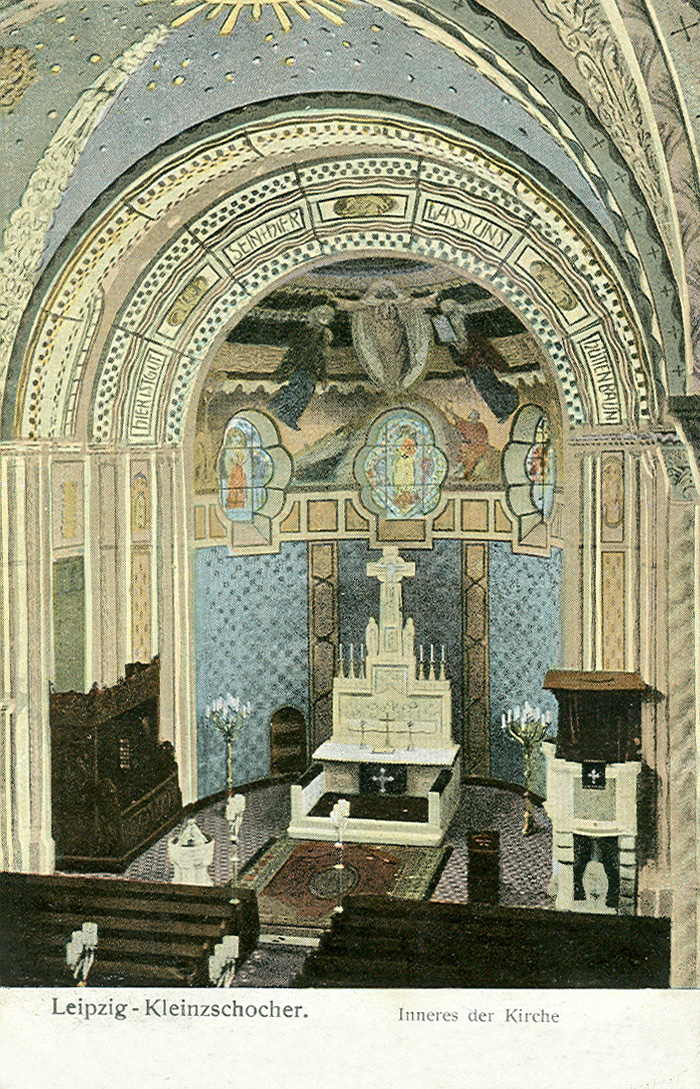
Inneres der Kirche

Der Innenraum der Kirche ist architektonisch im Sinne der Romanik streng gehalten. Aber die Sandsteinausstattung (Säulen, Altar und Taufstein) ist ebenso reich und fein geschmückt wie die Holzarbeiten (Patronatsgestühl, Lesepult und Sitzbänke). Das farbige Wappen ist das der  Patronatsfamilie von Tauchnitz. 1848 hatte Christian Bernhard Tauchnitz das Schloss Kleinzschocher erworben. Aus der alten Dorfkirche wurde das Epitaph von 1683 für den ehemaligen Rittergutsbesitzer Gebhard von Dieskau übernommen.

### Orgel
Die Orgel der Taborkirche wurde 1904 von der Orgelbaufirma Eule erbaut, im Zweiten Weltkrieg beschädigt und 1966/67 erneuert. Ihre Disposition:
| I Hauptwerk C–   |       |
| Pommer           | 16′   |
| Prinzipal        | 8′    |
| Rohrflöte        | 8′    |
| Spillpfeife      | 8′    |
| Oktave           | 4′    |
| Holzflöte        | 4′    |
| Harfpfeife       | 4′    |
| Nasat            | 2 ⁄3′ |
| Querflöte        | 2′    |
| Terz             | 1 ⁄5′ |
| Quinte           | 1 ⁄3′ |
| Schwiegel        | 1′    |
| Grobmixtur IV–VI | 2′    |
| Scharf V         | 1′    |
| Rohrkrummhorn    | 16′   |
| Trompete         | 8′    |
|                  |       |
| Tremulant        |       |

| II Schwellwerk C–                      |       |
| Prinzipal                              | 8′    |
| Weitgedackt                            | 8′    |
| Spitzgedackt                           | 8′    |
| Prinzipalflöte                         | 4′    |
| Gambe                                  | 4′    |
| Quinte                                 | 2 ⁄3′ |
| Oktave                                 | 2′    |
| Sifflet                                | 1′    |
| Rauschwerk IV                          | 1 ⁄3′ |
| Zimbel III                             | 1⁄2′  |
| Carillon                               | 2 ⁄3′ |
| Rohrschalmey                           | 8′    |
|                                        |       |
| Tremulant                              |       |
|                                        |       |
| Zimbelglocken: f3, g3, b3, c4, d4, as4 |       |

| Pedal C–        |        |
| Kontrabass      | 16′    |
| Subbaß          | 16′    |
| Flötenbaß       | 16′    |
| Holzprinzipal   | 8′     |
| Gemshorn        | 8′     |
| Waldflöte       | 4′     |
| Nachthorn       | 2′     |
| Pedalzink VI    | 5 1⁄3′ |
| Choralmixtur IV | 2′     |
| Posaune         | 16′    |
| Trompete        | 8′     |
| Feldtrompete    | 4′     |
|                 |        |
|                 |        |

- Koppeln: I-II, I-P, II-P
- Spielhilfen: 2 freie Kombinationen, Piano, Pleno, Forte, Tutti

## Kirchgemeinde
Bereits 1544 existierte in Kleinzschocher eine evangelische Gemeinde. Insbesondere nach der beginnenden Industrialisierung und der Eingemeindung des Dorfes in die Stadt Leipzig 1891 erfuhr diese ein starkes Wachstum, so dass ein Kirchneubau erforderlich wurde. Dieser wurde auch als „Trutzburg gegen die kirchen- und lebensfeindlichen Mächte“ verstanden, da Kleinzschocher zunehmend Industriebetriebe und deren Arbeiter beheimatete.
Zur Gemeinde gehören heute etwa 1200 Christen; aufgrund der geringen Mitgliederzahl wurde eine Zusammenarbeit mit den Nachbargemeinden Bethanien in Schleußig und der Gemeinde Lindenau-Plagwitz vereinbart. Die Gemeinde hat eine eigene rund 80-köpfige Kantorei, einen Posaunenchor sowie eine Singschule für Grundschulkinder.